# Amadou Hampâté Bâ
Amadou Hampâté Bâ (w polskich publikacjach także jako Amadou Hampate Ba, ur. 1901 w Bandiagara w Mali, zm. 15 maja 1991 w Abidżanie, w Wybrzeżu Kości Słoniowej) – malijski pisarz i etnolog.
W Bamako od 1942 pełnił funkcję dyrektora Francuskiego Instytutu Czarnej Afryki (fr. Institut Français d'Afrique Noir), następnie został ministrem pełnomocnym Mali na Wybrzeżu Kości Słoniowej.
Prowadził wieloletnie badania nad historią i kulturą Mali, czego efektem są liczne publikacje poświęcone tej problematyce.
Po uzyskaniu przez Mali niepodległości w 1960 r. założył w Bamako Instytut Nauk Humanistycznych, reprezentował także swój kraj na forum UNESCO. W 1962 r. został wybrany do rady wykonawczej UNESCO, zaś w 1966 r. pomagał przy ujednoliceniu systemu transkrypcji języków afrykańskich.
Po upływie swej kadencji w UNESCO poświęcił się pracy naukowej oraz pisaniu. Przeniósł się do Abidżanu (Wybrzeże Kości Słoniowej), gdzie zajmował się klasyfikacją zachodnioafrykańskiej literackiej tradycji ustnej.
W przekładzie na język polski ukazały się drobne dzieła pisarza, m.in. opowiadanie Fulbej i Bozo, zamieszczone w antologii Na południe od Sahary, Warszawa 1967.